# Hummer H3
Pour les articles homonymes, voir H3.
Le Hummer H3 est un SUV, conçu par la division Hummer du géant automobile américain General Motors.
Doté d'un gabarit plus conventionnel que ses aînés, le H3 est présenté par son constructeur comme adapté à une utilisation dans la vie quotidienne. Son gabarit est en effet plus réduit que le H2. Avec sa célèbre calandre à 7 barres et ses grandes ressemblances physiques avec le H2, le H3 conserve toutefois le physique de la famille Hummer. Bien que fonctionnel et plutôt pratique, les critiques ont souvent fait remarquer une qualité de finition moyenne. Bien que ce ne soit pas un véhicule comparable au H1 dérivé du Humvee militaire, le H3 possède des qualités de véhicule tout-terrain plutôt supérieures à la moyenne.
La motorisation du H3 est assurée par un 5 cylindres essence de 220 ch équipé d’une boîte automatique. Une version Diesel était à l'étude pour le marché européen lors de la disparition officielle de la marque Hummer en 2010 à la suite de la crise boursière de 2008 et de la faillite/nationalisation temporaire de GM.
Le Hummer H3 a également été décliné en pick-up nommé Hummer H3-T.

## Finitions
- Base (39 690 €) : direction assistée, ABS, Traction Control, boîte mécanique 5 rapports, intérieur tissus, airbag avant avec système PSS, alarme, condamnation centrale des portes avec télécommande, climatisation, vitres électriques avec descente rapide, régulateur de vitesse, banquette arrière rabattable 60/40, rétroviseur intérieur électrochromique avec compas et température, système information/contrôle conducteur 26 alertes, 3 prises 12 volts, 5 poignées de maintien, contrôle de pression des pneumatiques, récepteur radio AM/FM avec lecteur CD simple disque 6 HP.

- Pack Aventure (45 420 €) : tapis de sol caoutchouc, marchepieds tubes noirs, pack fumeur, boîte de transfert, contrôle électronique, réduction 4.03 boîte courte, sélection électronique blocage différentiel arrière, amortisseurs renforcés.

- Pack Luxury (56 154 €) : sièges cuir, sièges (conducteur et passager avant) chauffants avec réglage électrique 8 positions, marchepieds chromés, couvre-bagages, miroir de courtoisie dans pare-soleil, volant cuir, pack chrome (poignées de portes, rétroviseurs extérieurs), radio  avec chargeur 6 CD, Sound system Monsoon 7 HP.

## Galerie

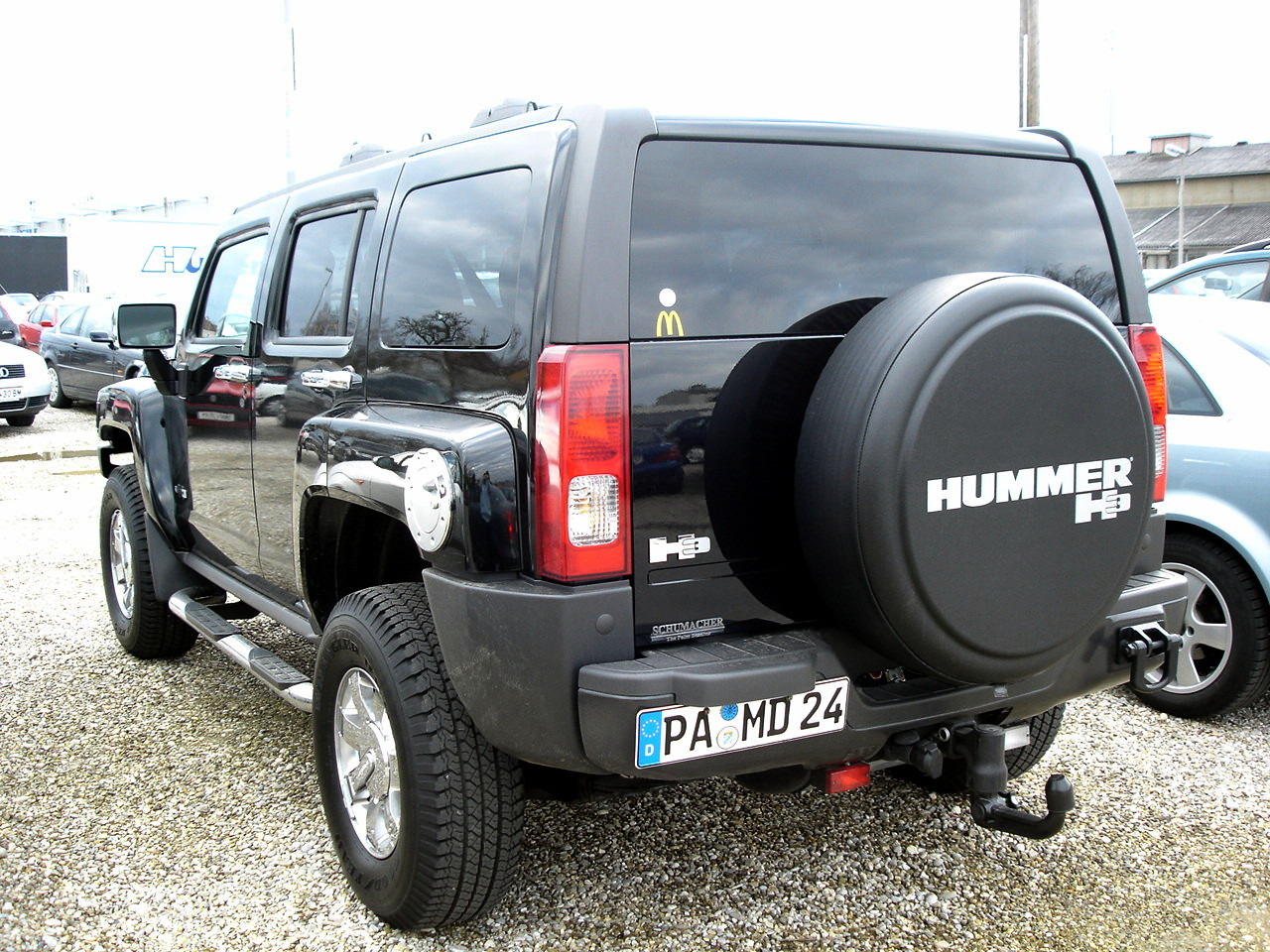
Arrière
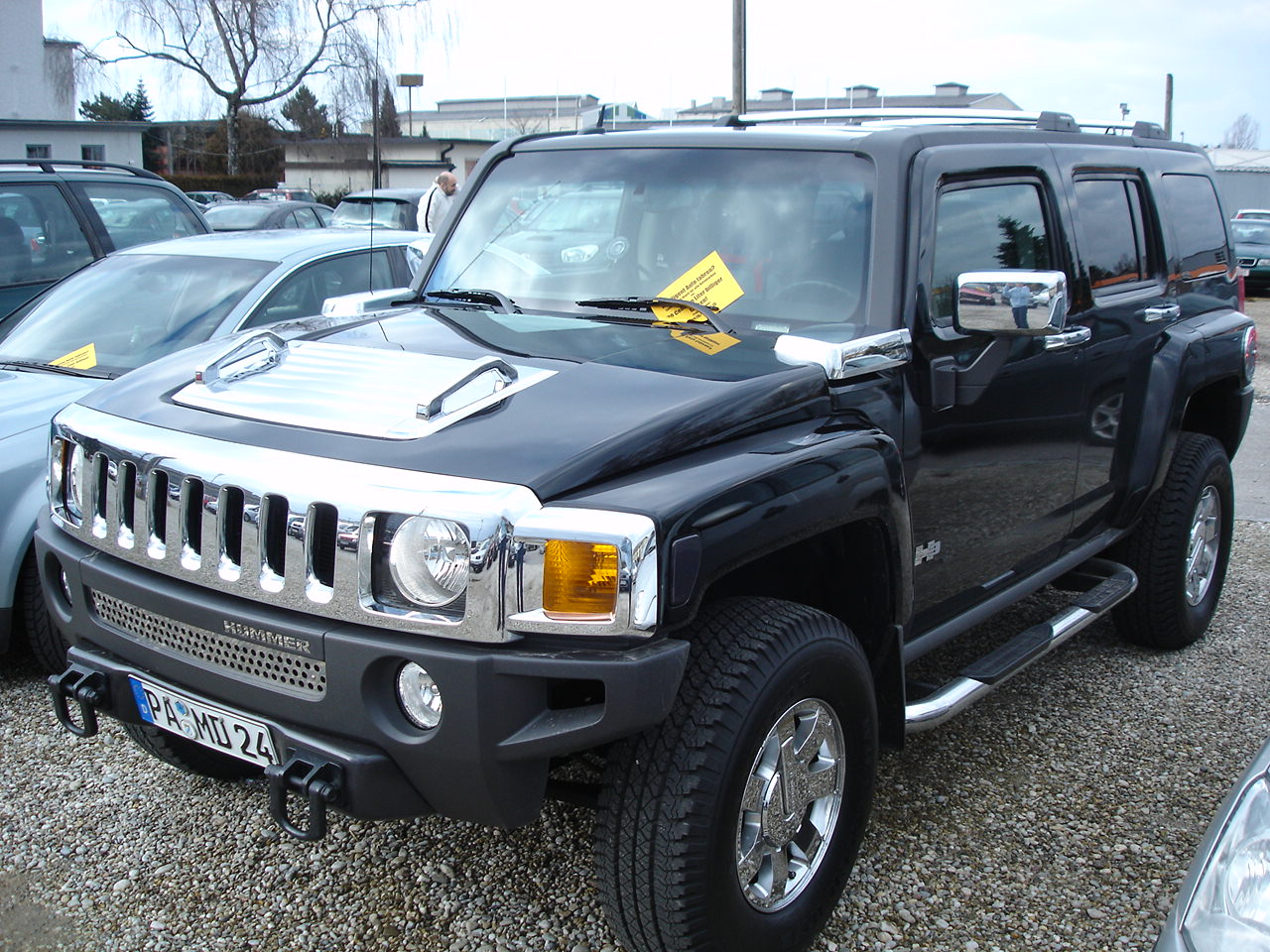
Avant
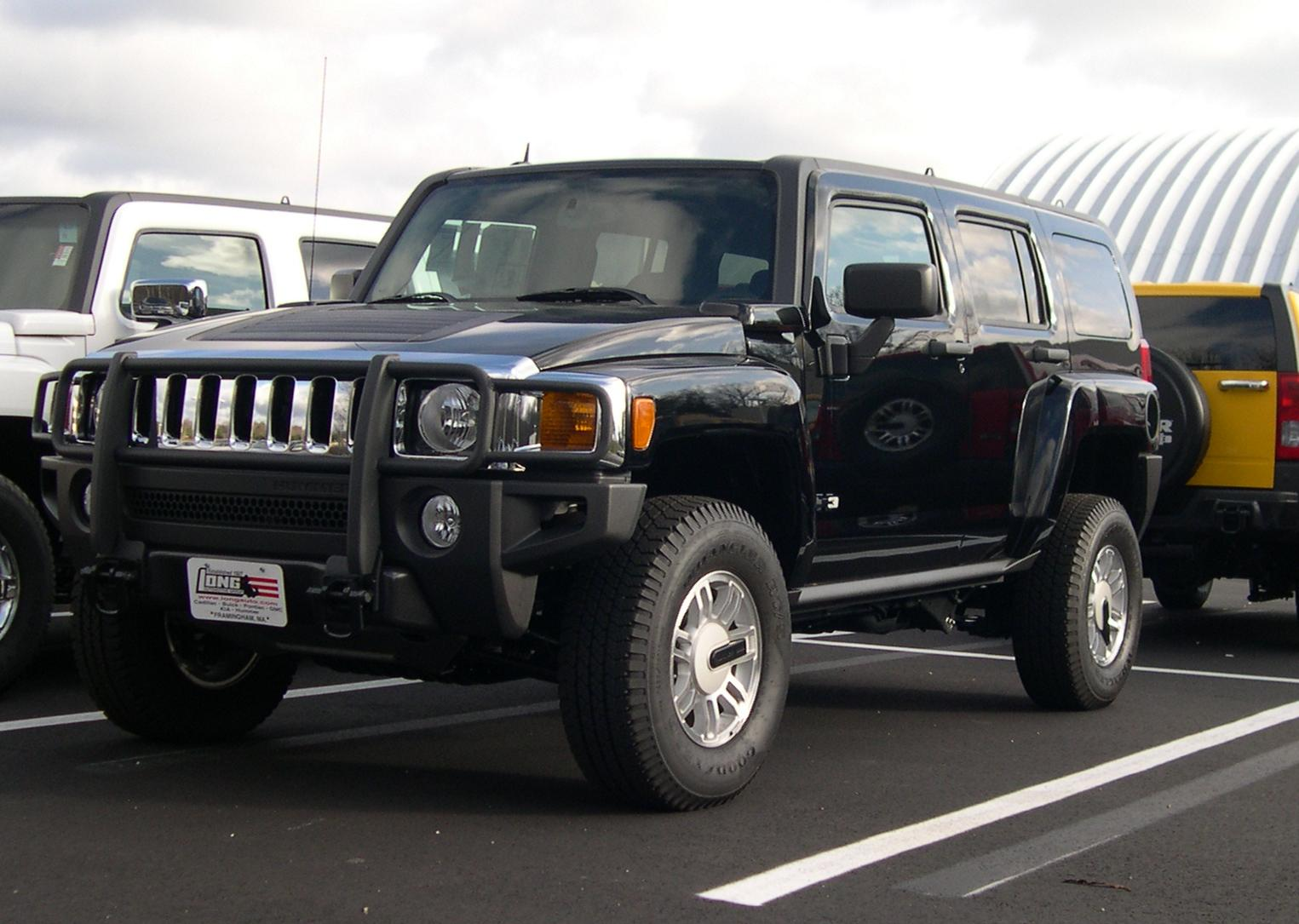
Version longue
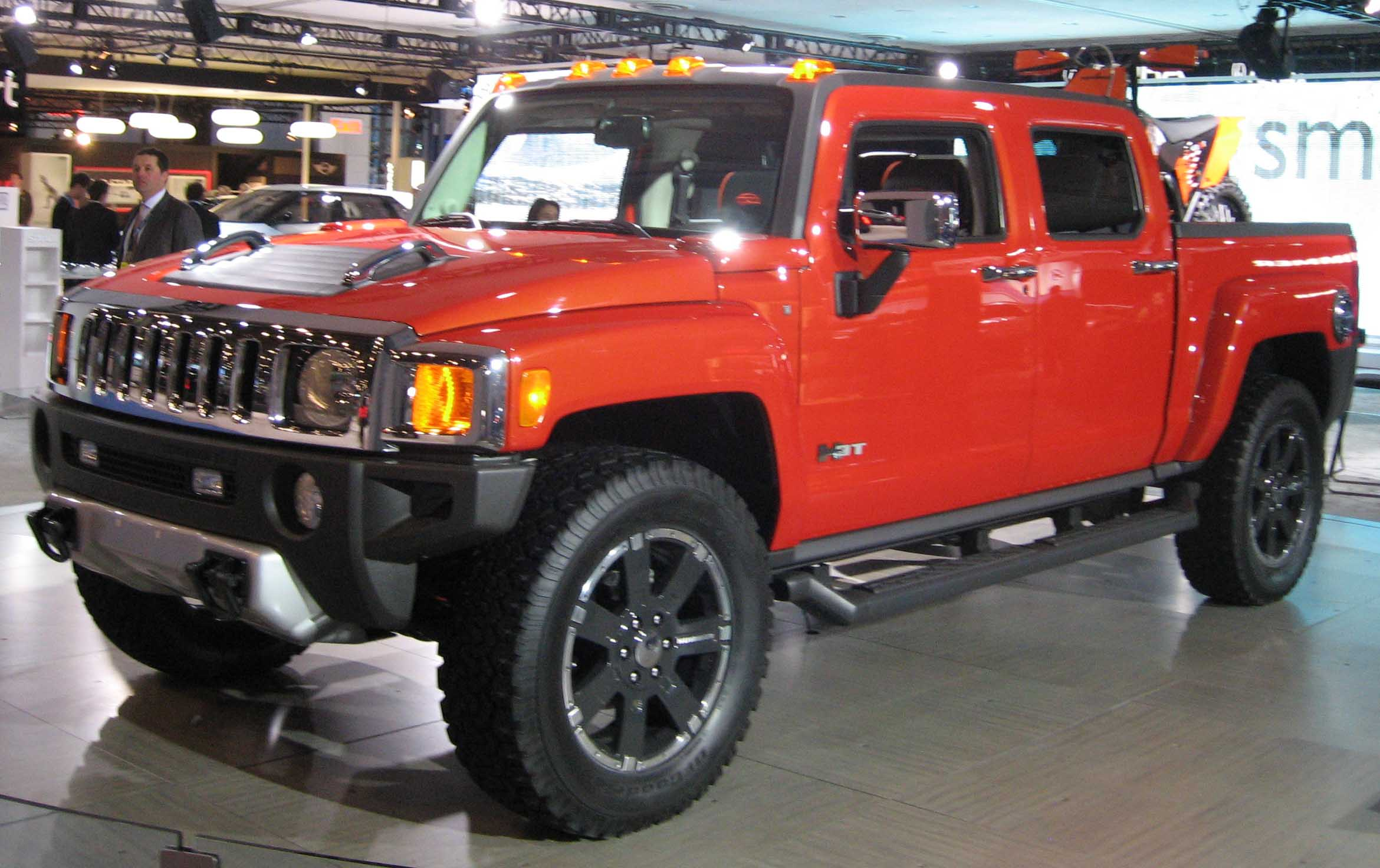
H3-T